# 艾尔伯特·杰伊·诺克
艾尔伯特·杰伊·诺克（英語：Albert Jay Nock，1870年10月13日—1945年8月19日），颇有影响力的美国自由意志主义作家、教育理论家、二十世纪早期和中叶的社会评论家。

## 生平和工作
诺克的一生极为注重隐私，几乎从不与他的合作伙伴分享自己的个人生活情况。他生于宾夕法尼亚州的斯克兰顿，父亲是一个炼钢工人兼美国圣公会牧师，他在纽约布鲁克林区长大，14～18岁时就读于圣斯蒂芬学院（现名巴德学院），在那里加入了西格玛阿尔法埃普西隆兄弟会。从学院毕业后，他曾有过短暂的职业棒球小联盟生涯，之后去了一所神学院进修，并在1887年被授予圣公会牧师的圣职。诺克在1900年娶了艾格尼斯·格拉宾为妻，夫妇俩育有两个孩子，但是他们结婚后没几年就分居了。1909年诺克放弃圣职，改行成为了一名记者。
1914年，诺克加入了《国家》杂志，当时这本杂志拥护根据古典自由主义定义下的资本主义。诺克结识了当时很有影响力的政客和演说家威廉·詹宁斯·布莱恩，甚至在1915年还受过布莱恩的特别指派远行欧洲，布莱恩是当时的美国国务卿。诺克和乔治主义运动中的许多重要人物也保持着友谊关系，其中的一位成了他在圣公会里的主教。不过，虽然毕生仰慕亨利·乔治，诺克却对这场声称政府对他的遗产拥有继承权的左倾主义运动常常持不同看法。更进一步，他深受德国社会学家弗兰茨·奥本海默的反集体主义著作影响，奥本海默最著名的作品《论国家》的英译本于1915年出版。以后诺克会在他自己的作品里以奥本海默的思想为基础，认为对人类目的的追求可以被划分成两种形式：富有成效的经济手段，和寄生性的政治手段。
在1920到1924年间，诺克是《自由人》杂志的共同主编。起初他们创办这份杂志的目的是把它作为宣传“单一税”运动的工具，运作资金由杂志的另一名编辑弗朗西斯·尼尔森富有的妻子赞助。当然诺克和尼尔森都不是单一税制信徒。后来诺克和尼尔森互相指责，随后分道扬镳。为这份杂志撰稿的有查尔斯·比尔德、伯特兰·罗素、托马斯·曼、刘易斯·芒福德、林肯·斯蒂芬斯、索尔斯坦·维布伦、威廉·亨利·张伯伦、路易思·昂特梅耶，和苏珊·拉福莱特，苏珊是美国参议员罗伯特·拉福莱特的远亲，是一个自由意志主义者。
由于《自由人》杂志从未实现盈利，遂在1924年停刊，此后，诺克成为了一名自由撰稿人，也与随笔作家门肯成为了好友。他的后半生基本上都在纽约和布鲁塞尔度过。
在1920年代中期，美国的一些有钱人仰慕诺克，开始资助他的事业，这让他得以从事各种项目，包括了出版自己的第一本足本书《杰弗逊》，一本简短描述托马斯·杰弗逊生平的小册子。在1932年的作品《论受教育的缺点和其他散文》和《美国教育理论》里，诺克对现代公立教育进行了严厉的批判。
在1936年的文章“以赛亚的工作”里，诺克表示自己的幻想彻底破灭，不再对改良当今的体制抱有任何希望。这篇文章发表在《亚特兰大月刊》上。诺克相信没有可能说服大多数公众走上正确的道路，也反对任何形式的暴力革命，于是退而求其次，主张自由意志主义者应该把中心放在培养他称为的“树不子”（源自圣经，意思是拯救未来的后代）上。根据诺克的说法，“树不子”们由一小群理解国家和社会本质的人构成，只有在当前这条危险道路彻底走不通的情况下，才会逐渐发挥影响力，而这一天可能会在很远的将来才会到来。诺克的“树不子哲学”是受到极度悲观主义和精英主义影响，如这位社会评论家在1932年的一篇散文“为什么我们表现的不像人类”里所表达的。诺克在他的《一个多余人的回忆录》里对自己的悲观态度丝毫不加掩饰：
（我的教育者们）并不是假装去相信每个人都会成材，因为他们相信的是相反的事情，只有少数孩子才是可教育的，很少的一部分。他们把这看作为一个自然现象，就像只有很少人能长到六英尺高那样......他们接受这个事实，知道有一些思维层面和精神体验是造物主只对一些人开放而拒绝其他人。
在1941年，诺克在《亚特兰大月刊》上出版了一篇分为两部分的短文，题目为《美国犹太人的问题》。杂志的编辑们希望对最近发生在布鲁克林和其他地区的排犹骚乱做出回应，于是组织了这个由多名作者执笔的文章系列，这篇文章就是其中的一篇。杂志“希望一个自由和坦率的辩论会减少现在非常危险的压力，我们也可以对其中涉及到的人类因素有一个更好的理解”。
诺克的观点是：犹太人是东方人，虽然被“智慧的西方人”所接纳，可是对“西方大众”来说是永远的陌生人；更进一步，大众“在面对一个西方人和东方人的竞争时，更倾向于怨恨东方人”；美国大众是“全世界最伟大的绞刑艺术家”；而在研究犹太人历史的过程中，“一个人会震惊于其上层阶级运动里从未发生过迫害的事实”。大众的这种天生的敌意，他得出结论说，会被一个的政府用来寻找替罪羊，从而“在未来几年出现的经济失调里”分散公众的注意力。他认为“如果鄙人能保持家族的长寿纪录，鄙人就自认为有可能活着看到纽伦堡法案在这个国家的重演而且被积极的执行”，他断言这样一种集体迫害的结局“在规模和程度上都会和我们在中世纪看到的同样骇人”。
这篇文章除了对排犹运动表现出强烈的担忧外，本身也具有反犹倾向，于是打那以后，杂志就再也没有邀请过诺克撰写时评，诺克也在实际上结束了自己的社会评论家生涯。
在反驳对他的排犹指控方面，诺克回答说：“有人数年前问我，我是不是真的厌恶犹太人，我回答当然如此，却完全不是因为他们是犹太人，而因为他们是普通人，我讨厌普通人。” 作为一个自命不凡的隐士，这样的回答很符合诺克先生的性格。
1953年，就在诺克去世前的两年，他出版了自己的自传《一个多余人的回忆录》，这本书的标题就表达了诺克对社会的疏远和对当前的社会趋势不抱任何幻想。在这本自传出版后，诺克有时会去拜访大威廉·巴克利，后者的儿子小威廉·F·巴克利在日后成为了一名知名的作家。
诺克在1945年死于白血病。

## 个人思想
诺克自称为哲学无政府主义者，他理想中的社会是一个彻底不受政治性国家影响的社会。他把国家描述成“垄断犯罪的机构”。他反对中央集权、政府监管、所得税，还有强制性的教育，以及其他种种他认为是社会退化的做法。他谴责所有形式的极权主义，包括了“布尔什维克主义”......法西斯主义、希特勒主义、马克思主义，还有共产主义”，认为所有这些极权主义的性质都一样恶劣，不过他也毫不留情的批判民主制度。反过来，诺克主张“拥护自由的现实原因就是自由制度似乎是唯一可以让各种有重要意义的道德品行顺利生根发芽的制度。我们已经尝试过种种法制、强制和权威主义，不过结果都无一例外的让人沮丧。”（“做正确的事”，《美国信使》，1925年）
在1930年代，诺克一直是罗斯福新政最坚持不懈的批评者之一。在“国家是我们的敌人”一文中，诺克认为新政仅仅是联邦政府强化对社会控制的借口。他对总统能得到没有先例可循的强大权力感到十分失望，把当时的形势称为彻头彻尾的政变。诺克批评那些相信对经济的严格控制是暂时手段的人士，认为历史会证明这是一个永久性的转变。他相信1920年代在美国共和党主政下的通胀性货币政策是大萧条的起因，而新政则要为延长这场萧条负责。
诺克也强烈反对战争和他所说的美国政府的侵略性外交政策。他相信战争只会给社会带来坏东西，认为战争必然会导致集体主义和军事主义，并且“巩固对暴力的普遍信仰；它发起了无尽的帝国主义冒险和无尽的民族主义野心”，同时却以牺牲无数人的宝贵生命为代价。在第一次世界大战期间，诺克为《国家》杂志撰写文章，这份杂志因反战倾向而遭到了威尔逊当局的审查。尽管对共产主义极为厌恶，诺克还是毫不留情的批评了美国对俄国的入侵行为，当时在俄国发生了布尔什维克革命后，美国出兵进行了干涉。在第二次世界大战以前，诺克撰写了一系列的文章，强烈反对罗斯福在国际上玩弄小动作和干涉主义外交政策，认为这必然会导致美国卷入战争。在整个二战期间，诺克一直旗帜鲜明的反对战争，这在当时是极为罕见的。
虽然在生命的最后岁月里诺克越来越离群索居，他还是对下一代美国思想家有着重大的影响，包括自由意志主义者如穆瑞·罗斯巴德、弗兰克·乔多洛夫，还有伦纳德·里德，以及保守主义者如小威廉·巴克利都受到了他的影响。诺克的保守主义社会观在冷战时期帮助了古典保守主义运动的崛起，以对抗当时出现的新保守主义。诺克一直认为国家本身是罪恶之源，他的思想是无政府资本主义的主要来源之一。

## 著作
- 《罪恶国度的神话》（ The Myth of a Guilty Nation）   （页面存档备份，存于），纽约：胡伯舒，1922年
- 《自由人之书》（The Freeman Book）  （页面存档备份，存于），胡伯舒，1924年
- 《杰弗逊》（Jefferson） （页面存档备份，存于），纽约：1926年
- 《做正确的事》（On Doing the Right Thing, and Other Essays）    （页面存档备份，存于），纽约：哈柏兄弟出版社，1928年
- 《弗朗西斯·拉伯雷：此人和他的工作》（Francis Rabelais: The Man and His Work），哈柏兄弟出版社，1929年
- 《时间旅人之书：新自由人杂志散文集》（The Book of Journeyman: Essays from the New Freeman）  （页面存档备份，存于），新自由人，1930年
- 《美国教育理论》（The Theory of Education in the United States） （页面存档备份，存于），纽约：1932年
- 《前往拉伯雷的法兰西》（A Journey Into Rabelais's France），1934年
- 《近来的日记：1932年6月—1933年12月》（A Journal of These Days: June 1932-December 1933），1934年
- 《我们的敌人：国家》（Our Enemy, the State）  （页面存档备份，存于），1935年
- 《言论自由和通俗易懂的语言》（Free Speech and Plain Language），1937年
- 《亨利·乔治：一篇散文》（Henry George: An Essay），1939年
- 《多余人的回忆》（Memoirs of a Superfluous Man）  （页面存档备份，存于），纽约：哈柏兄弟出版社，1943年

身后出版：
- 《遗忘日子的日记：1934年5月—1935年10月》（A Journal of Forgotten Days: May 1934-October 1935），亨利·莱格尼里出版社，1948年
- 《艾尔伯特·杰伊·诺克书信集，1924-1945》（Letters from Albert Jay Nock, 1924–1945, to Edmund C. Evans, Mrs. Edmund C. Evans, and Ellen Winsor），卡克斯顿出版社，1949年
- 《打鼾是一门艺术及其余十二篇散文》（Snoring as a Fine Art and Twelve Other Essays） （页面存档备份，存于），理查德·史密斯，1958年
- 《艾尔伯特·杰伊·诺克书信选》（Selected Letters of Albert Jay Nock），卡克斯顿出版社，1962年
- 《艾尔伯特·杰伊·诺克的沉思》（Cogitations from Albert Jay Nock）  （页面存档备份，存于），1970年初版，1985年再版
- 《国情咨文：社会批判主义选文选》（The State of the Union: Essays in Social Criticism），自由出版社，1991年
- 《论受教育的缺点和其他散文》（The Disadvantages of Being Educated and Other Essays），1996年